# Euseius magucii
Euseius magucii är en spindeldjursart som först beskrevs av Meyer och Rodrigues 1966.  Euseius magucii ingår i släktet Euseius och familjen Phytoseiidae. Inga underarter finns listade i Catalogue of Life.